# Ermanno Toschi
Ermanno Toschi (Lugo, 4 aprile 1906 – Fiesole, 11 febbraio 1999) è stato un pittore italiano.

## Biografia
Nel 1922 incontra il pittore Silvio Bicchi che lo invita a seguirlo come collaboratore per l'esecuzione di affreschi nella villa dell'Onorevole Magni a Canzo nei pressi di Como.

Nei primi anni trenta frequenta la Scuola Libera del Nudo all'Accademia di Belle Arti. A questo periodo risalgono le prime mostre personali e collettive in varie città italiane. Frequenta il "Bottegone" di piazza del Duomo, ritrovo tradizionale degli artisti fiorentini, e fa amicizia con pittori quali Capocchini, Annigoni, Zuccoli, Pignotti. Nel '35 soggiorna a Viareggio dove entra in contatto con Lorenzo Viani.

Dal 1935 al '52 è presente alle Quadriennali di Roma; nel 1936 sue opere vengono esposte alla Biennale di Venezia dove negli anni '38 e '40 esegue affreschi sul posto.

Dalla seconda metà degli anni '30 inizia a lavorare al Gabinetto Restauri degli Uffizi contribuendo, durante il secondo conflitto mondiale, al salvataggio di importantissime opere d'arte.

Notevole l'attività nel campo dell'arte sacra con affreschi nella chiesa dell'Immacolata (Firenze), della Sacra Famiglia (Firenze) ed opere nella chiesa romanica delle Sieci (FI) e in quella di S.Jacopo al Girone (FI). Un'Annunciazione è visibile in un tabernacolo in Via dell'Agnolo, sempre a Firenze.

Nel '52 sue opere sono presenti alla grande mostra "50 anni di arte toscana" a Palazzo Strozzi, nel '57 partecipa alla "Mostra Nazionale Artisti Romagnoli" a Bologna dove vince il primo premio, nel '90 alla mostra "Firenze tra le due guerre”.

## Riconoscimenti
- 1956, Firenze. Accademico Aggregato dell'Accademia delle arti del disegno[1]
- 1962, Roma. Nomina Accademia dei 500.
- 1964, Roma. Nomina Accademia Tiberina.